# 엘리트 이슈잔
엘리트 이슈잔(Elit İşcan, 1994년 10월 1일 ~ )은 터키의 배우이다.

## 출연 작품
- 휘파람의 노래: 시벨 (2018)
- 무스탕: 랄리의 여름 (2015)
- 시간과 바람 (2006)